# سان جوردي ديسفايس
بلدية سان جوردي ديسفايس (بالإسبانية: San Jordi Desvalls) هي بلدية تقع في مقاطعة جرندة التابعة لمنطقة كتالونيا شمال شرق إسبانيا.

## الديموغرافيا
بلغ عدد سكان بلدية سان جوردي ديسفايس 667 نسمة عام 2011 (وفقاً للمعهد الوطني الإسباني للإحصاء).
| 588 | 597 | 640 | 631 | 622 | 649 | 667 |